# 陶海
陶海（1957年6月—），男，漢族，安徽金寨人。1976年1月從軍，1978年8月加入中國共產黨。軍中歷任安徽省軍區司令部作训處副營職參謀、圖庫主任、辦公室正營職秘書等職務。1992年5月，轉業至安徽省政府辦公廳，歷任省政府辦公廳秘書三室副主任、调研员、七處處長。2006年12月，被任命為安徽省人民防空辦公室副主任、黨組成員。2017年2月，任安徽省人民防空辦公室巡視員，當年7月退休。退休後曾任安徽省民防協會會長。
2020年5月8日，繼上週安徽省人民防空辦公室副主任管早臨被調查後，安徽省紀委監委也宣布陶海涉嫌嚴重違紀違法，正在接受紀律審查和監察調查。11月13日，遭到开除党籍处分，其涉嫌犯罪问题移送检察机关依法审查起诉。